# Довге (Сарненський район)
До́вге — село в Україні, у Сарненській міській громаді Сарненського району Рівненської області. Населення становить 997 осіб.

## Історія
Цей населений пункт створився ще наприкінці 18 століття, коли Західноукраїнські землі належали до Польщі.
Щоб ополячити наші землі на нашій території створювалися польські колонії, тобто, населені пункти де проживали польські переселенці, одне з них є Довга, так називали цей населений пункт поляки, бо це населення простягалося понад самим лісом від українського населення, яке називалося Західний-ліс, по-українській несений хутір Остюхово.
З початком Другої світової війни міжнаціональні стосунки змінилися на ворожі, розпочалася війна за незалежність.
На території села сотворився загін українських націоналістів завданням якого було вигнати поляків з своєї землі. З поляків в Довгому загинуло 3 чоловіки, — це сім'я Залевських.
Але з приходом німців поляки, або як ще їх називали місцеві люди, мазури, здійснили криваву бойню з допомогою нацистів, вирізували цілі сім'ї. Село Довге і прилеглі хутори були спалені до тла, залишилося вцілілих тільки 7 хат.
По закінченню Німецько-радянської війни, польське населення повністю повернулося до Польщі, а їхні вцілілі будинки було передано хутірським людям, у котрих згоріло житло.
В селі була школа, яка розмістилася у великій польській хаті, де навчалися діти до 4-х класів.
В 1953 році відкрилася бібліотека.
Відповідно до Розпорядження Кабінету Міністрів України від 12 червня 2020 року № 722-р «Про визначення адміністративних центрів та затвердження територій територіальних громад Рівненської області» увійшло до складу Сарненської міської громади.

## Населення
За переписом населення 2001 року в селі мешкало 979 осіб.

### Мова
Розподіл населення за рідною мовою за даними перепису 2001 року:
| Мова       | Відсоток |
| ---------- | -------- |
| українська | 99,60 %  |
| російська  | 0,40 %   |